# Фарсон (Вайомінг)
Фарсон (англ. Farson) — переписна місцевість (CDP) в США, в окрузі Світвотер штату Вайомінг. Населення — 272 особи (2020).

## Географія
Фарсон розташований за координатами 42°9′6″ пн. ш. 109°25′27″ зх. д. / 42.15167° пн. ш. 109.42417° зх. д. (42.151715, -109.424109).  За даними Бюро перепису населення США в 2010 році переписна місцевість мала площу 62,17 км², з яких 62,01 км² — суходіл та 0,16 км² — водойми.

### Клімат
| Клімат : Фарсон       | Клімат : Фарсон | Клімат : Фарсон | Клімат : Фарсон | Клімат : Фарсон | Клімат : Фарсон | Клімат : Фарсон | Клімат : Фарсон | Клімат : Фарсон | Клімат : Фарсон | Клімат : Фарсон | Клімат : Фарсон | Клімат : Фарсон | Клімат : Фарсон |
| Показник              | Січ.            | Лют.            | Бер.            | Квіт.           | Трав.           | Черв.           | Лип.            | Серп.           | Вер.            | Жовт.           | Лист.           | Груд.           | Рік             |
| Середній максимум, °C | −2,8            | −1,2            | 6,1             | 12,2            | 17,3            | 22,5            | 28,1            | 27,3            | 20,9            | 14,6            | 4,8             | −2,6            | 12,3            |
| Середній мінімум, °C  | −20,7           | −19,1           | −9,6            | −5,4            | −0,8            | 3,4             | 6,8             | 5,4             | 0,2             | −5,8            | −12,9           | −19,8           | −6,6            |
| Норма опадів, мм      | 7               | 5               | 13              | 16              | 33              | 27              | 16              | 15              | 24              | 13              | 7               | 5               | 182             |
| --------------------- | --------------- | --------------- | --------------- | --------------- | --------------- | --------------- | --------------- | --------------- | --------------- | --------------- | --------------- | --------------- | --------------- |
| Джерело: NOAA         |                 |                 |                 |                 |                 |                 |                 |                 |                 |                 |                 |                 |                 |

## Демографія
Згідно з переписом 2010 року, у переписній місцевості мешкало 313 осіб у 126 домогосподарствах у складі 83 родин. Густота населення становила 5 осіб/км².  Було 150 помешкань (2/км²).
Расовий склад населення:
| - 94,9 % — білих - 2,2 % — корінних американців - 1,6 % — осіб інших рас |

До двох чи більше рас належало 1,3 %. Частка іспаномовних становила 5,1 % від усіх жителів.
За віковим діапазоном населення розподілялося таким чином: 27,2 % — особи молодші 18 років, 64,5 % — особи у віці 18—64 років, 8,3 % — особи у віці 65 років та старші. Медіана віку мешканця становила 37,3 року. На 100 осіб жіночої статі у переписній місцевості припадало 108,7 чоловіків;  на 100 жінок у віці від 18 років та старших — 113,1 чоловіків також старших 18 років.
Середній дохід на одне домашнє господарство  становив 126 578 доларів США (медіана — 93 523), а середній дохід на одну сім'ю — 146 404 долари (медіана — 152 895). За межею бідності перебувало 4,2 % осіб, у тому числі 0,0 % дітей у віці до 18 років та 0,0 % осіб у віці 65 років та старших.
Цивільне працевлаштоване населення становило 237 осіб. Основні галузі зайнятості: сільське господарство, лісництво, риболовля — 49,4 %, будівництво — 14,3 %, освіта, охорона здоров'я та соціальна допомога — 13,5 %.